# Antyle Holenderskie na Letnich Igrzyskach Olimpijskich 1996
Antyle Holenderskie na Letnich Igrzyskach Olimpijskich 1996 reprezentowało 6 zawodników, byli to sami mężczyźni.

## Judo
Mężczyźni
- Sergio Murray

Waga średnia - 21. miejsce

## Lekkoatletyka
Mężczyźni
- Ellsworth Manuel

Skok w dal - spalił wszystkie próby

## Pływanie
Mężczyźni
- Howard Hinds

50 m stylem dowolnym - 54. miejsce

## Strzelectwo
Mężczyźni
- Michel Daou

Trap - 49. miejsce
Podwójny trap - 35. miejsce

## Żeglarstwo
Mężczyźni
- Constantino Saragoza

Klasa Windsurfer - 37. miejsce
- Paul Dielemans

klasa Finn - 34. miejsce